# 贴毛苎麻
贴毛苎麻（学名：Boehmeria nivea var. nipononivea）为荨麻科苎麻属下的一个变种。

## 扩展阅读
- 維基物種上的相關：贴毛苎麻